# Sinéad Mulvey
Pour les articles homonymes, voir Mulvey.
Sinéad Mulvey, est une chanteuse irlandaise, née à Dublin le 22 janvier 1988.

## Biographie
Sinéad a commencé à chanter à l'âge de treize ans, alors qu'elle a été sélectionnée pour le rôle principal dans la comédie musicale Cendrillon. En 2005, elle a participé à RTÉ du spectacle You're A Star. 
Elle est également membre de l'équipage de cabine pour la compagnie aérienne nationale Aer Lingus. 
Le 20 février 2009, Sinéad, avec le groupe de rock Black Daisy, a remporté la pré-sélection irlandaise pour le Concours Eurovision de la chanson 2009 à Moscou, en Russie. Sinéad et Black Daisy seront en compétition dans la deuxième demi-finale le 14 mai 2009.
Lors de l'émission télévisée The Late Late Show Eurosong spécial, Black Daisy a battu les 5 autres candidats en lice, recevant 78 points sur les 80 possibles, pour gagner le droit de représenter l'Irlande à Moscou. La chanson Et Cetera se produira en deuxième position lors de la deuxième demi-finale le 14 mai 2009.

## Eurovision 2009
Elle représentera l'Irlande avec le groupe de rock Black Daisy lors de la seconde demi-finale du Concours Eurovision de la chanson 2009 à Moscou, le 14 mai 2009, avec leur chanson Et Cetera.